# Neo-Geo Pocket Color
Pour les articles homonymes, voir Neo-Geo.
La Neo-Geo Pocket Color (ou NGPC) est une console portable 16 bits conçue par SNK. La console sort le 16 mars 1999 au Japon, le 6 août 1999 en Amérique du Nord, et le 1er octobre 1999 dans certains pays d’Europe. Elle succède à la console monochrome Neo-Geo Pocket, sortie une année plus tôt.

## Description
Le système d'exploitation possède une fonction originale, la langue est réglée dans la console. De ce fait, les jeux affichent leurs textes dans la langue sélectionnée (en supposant que la cartouche fournisse la langue demandée). D'autres paramètres peuvent être réglés dans la console, l'heure et la date par exemple, et le système d'exploitation peut fournir des horoscopes personnalisés quand une date de naissance est entrée.
Des câbles pour relier plusieurs consoles sont disponibles, ainsi qu'un câble pour connecter la NGPC avec une Dreamcast de Sega pour certains jeux. Il existe également un connecteur sans fil sorti au Japon permettant à plusieurs joueurs de jouer ensemble. Une extension lecteur MP3 a été développée mais n'est pas sortie en raison de la fermeture de SNK.

## Historique
Des spots publicitaires pour la Neo-Geo Pocket Color passaient sur les télévisions nord-américaines et les consoles étaient vendues dans de grands magasins à portée nationale.
La console semblait être partie pour avoir un certain succès aux États-Unis. En effet, elle éprouvait un succès supérieur à n'importe quelle autre console concurrente de la Game Boy depuis la Game Gear de Sega. Toutefois, son succès a été plombé par certains facteurs, tels que l'absence de communication des concepteurs de la Neo-Geo avec les développeurs tiers ou une certaine attente des consommateurs d'une sortie de la Game Boy Advance.
Après un bon démarrage des ventes aux États-Unis et au Japon avec 14 titres de lancement (un record à l'époque), un faible support commercial ultérieur aux États-Unis, un manque de communication avec les développeurs tiers de la part de la direction américaine de SNK, la popularité de la franchise Pokémon  de Nintendo et l'anticipation de la Game Boy Advance 32 bits, et la forte concurrence de WonderSwan de Bandai au Japon, ont entraîné une baisse des ventes dans les deux régions.
En 2000, à la suite du rachat de SNK par un fabricant japonais de pachinko, Aruze, la Neo-Geo Pocket Color fut retirée des marchés nord-américains et européens, vraisemblablement à cause de son échec commercial. Le reste du stock a été racheté par SNK pour être revendu en Asie. Avant le rachat de SNK, en juin 2000, la filiale nord-américaine et européenne de SNK essaya de récupérer la plupart des stocks de consoles et de jeux pour les revendre en Asie, où la console était toujours vendue et soutenue.
En 2003, certains stocks américains commencèrent à ressortir sur les marchés nord-américains et asiatiques. Ils apparaissaient fréquemment sous forme de lot avec 6 jeux, et sont facilement trouvables en ligne et parfois dans des magasins de jeux vidéo.
Après la faillite de SNK le 30 octobre 2001, les droits de propriété intellectuelle ont été transférés collectivement à la société successeur SNK Playmore (plus tard la deuxième génération SNK), mais le développement de Neo-Geo Pocket Color a été interrompu après la faillite,,,,,,.